# 合成体
数学における体の合成あるいは合成体（ごうせいたい、英: composite field）は、それら体をすべて含む最小の体を言う。
A, B が適当な体 L の部分体であるとき、（内部）合成体 AB は、体 A に B を添加して得られる体 A(B) として定義される。これは、B の元の A-係数線型結合の全体に一致し、また A, B をともに含む L の部分体すべての交わりにも一致する。この体の添加は対称的で、A(B) = B(A) が成り立つ。
A, B がともに第三の体の部分体となることが明らかでないときには、（外部）合成体が体のテンソル積を用いて定義される。
A, B が体の拡大 L/K の中間体で、ともに K の有限次拡大のとき、合成体の拡大次数は個々の拡大次数の最小公倍数以上、積以下: {\displaystyle \operatorname {l.c.m} ([A:K],[B:K])\leq [AB:K]\leq [A:K]\cdot [B:K]} である。特に A, B が線型無関連ならば、[AB : K]= [A : K]⋅[B : K] が成り立つ。これは例えば。A, B それぞれの拡大次数が互いに素なときに起きる。
共通の拡大体を持つ任意個数の体の合成も考えることができる。例えば、代数的数全体の成す体は、有理数体 Q の任意の有限次拡大体を部分体として含み、それら有限次拡大体すべての合成体に等しい。
ガロア理論の枠組みにおいて、以下が成立する:
K を A, B の共通の部分体とし、A/K がガロワ拡大であるとき、
- 拡大 AB/B および A/(A ∩ B) はガロワ拡大であり、
- 写像の定義域の制限によってガロワ群の間の群同型 Gal(AB/B) ≅ Gal(A/(A ∩ B)) が成り立つ。